# Georg-Büchner-Schule (Rodgau)

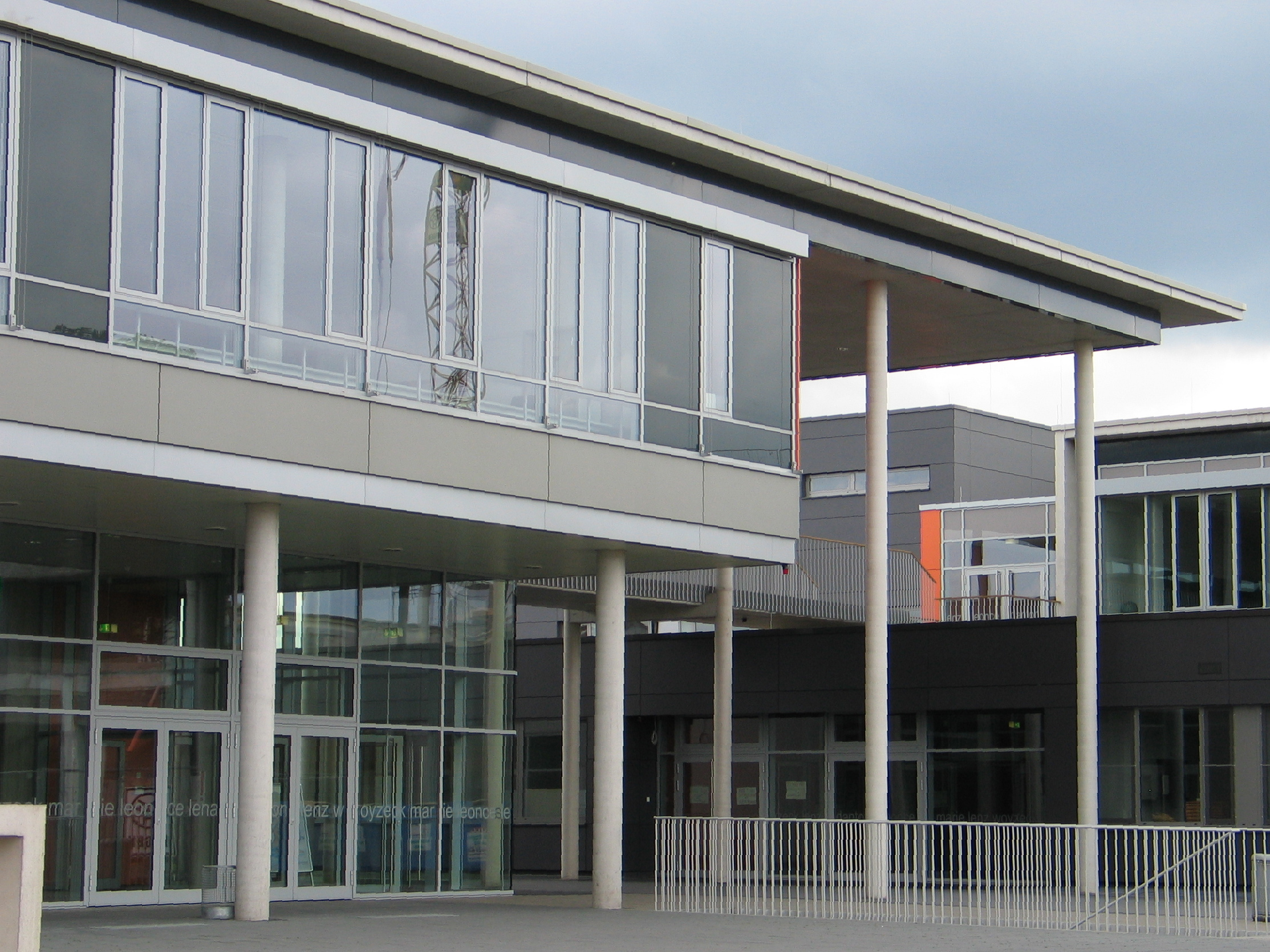
Georg-Büchner-Schule, Aula

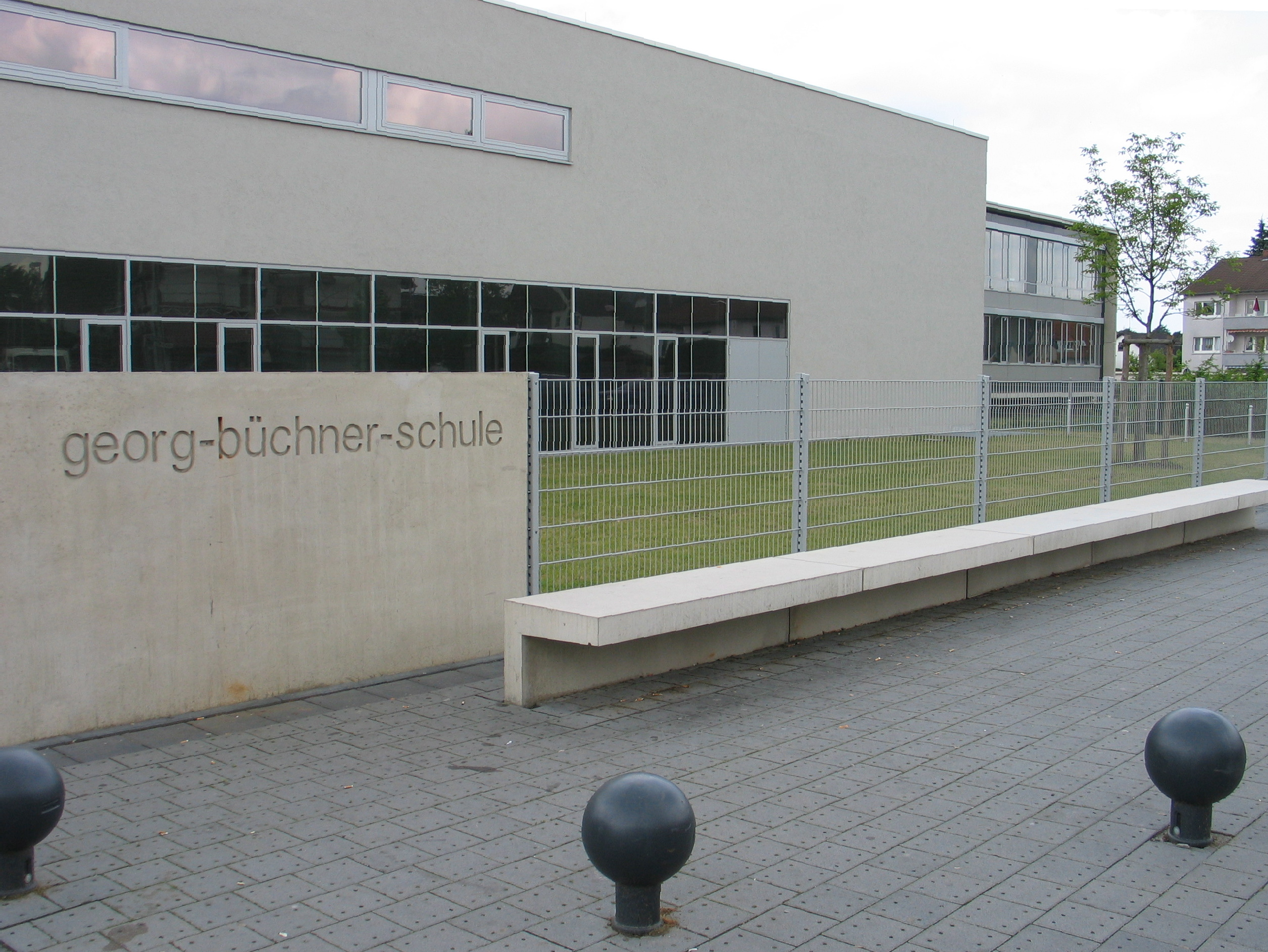
Georg-Büchner-Schule, Haupteingang

Die Georg-Büchner-Schule in Rodgau, Stadtteil Jügesheim, ist eine kooperative Gesamtschule im Landkreis Offenbach, Hessen, mit etwa 1070 Schülern in den Jahrgangsstufen 5 bis 10. Benannt wurde sie nach dem Dichter Georg Büchner.
Die mit der Schule kooperierende gymnasiale Oberstufe ist die Claus-von-Stauffenberg-Schule in Rodgau-Dudenhofen.

## Geschichte der Schule
Die 1956 erbaute Volksschule in der damals selbständigen Gemeinde Jügesheim wurde 1962 um einen Realschulzweig ergänzt. Ein Erweiterungsbau mit zehn Klassenräumen ging 1964 in Betrieb. Die Turnhalle wurde 1968 errichtet.
Im Jahr 1970 wurde eine Förderstufe eingerichtet. 1971 zogen die Grundschüler in die neu eröffnete Wilhelm-Busch-Schule um; die verbleibende Haupt- und Realschule erhielt den Namen Georg-Büchner-Schule.
Der Schulentwicklungsplan sah 1972 die Umwandlung in eine Gesamtschule vor. In den Jahren 1974 bis 1977 wurden die Gebäude für die höhere Schülerzahl erweitert. Am 2. August 1976 begann der Unterrichtsbetrieb der schulformbezogenen Gesamtschule. Der Altbau aus dem Jahr 1956 wurde zu einer Grundschule, der späteren Carl-Orff-Schule, umgewidmet.
Nach wenigen Jahren zeigte sich, dass man zu klein geplant hatte. 1979 mussten erstmals Fachräume in Klassensäle umgewandelt werden. Auch in fensterlosen Innenräumen fand Unterricht statt – zunächst stundenweise, in späteren Jahren dann regelmäßig.
Eine Drei-Felder-Sporthalle wurde 1980 eingeweiht. Im gleichen Jahr wurden die ersten Schüler an eine Oberstufe entlassen, deren Bau allerdings gerade erst begonnen hatte. Bis zum Umzug der Oberstufe im November 1981 nach Dudenhofen fand der Unterricht in Pavillons statt, die noch vom Umbau übrig waren.
Trotz aller Bemühungen reichten die Raumkapazitäten nicht aus. Was für viele Schulen galt, war auch für die Georg-Büchner-Schule gültig: Die Politiker hatten mit solch hohen Schülerzahlen nicht gerechnet. Vor allem der Gymnasialzweig wurde seit Beginn der 1980er Jahre immer stärker frequentiert.
1987 mussten Teile des Schulgebäudes durch ein teures und aufwändiges Verfahren von einer asbesthaltigen Isolierschicht befreit werden. Nach einer Woche Asbestferien entwickelten die Lehrer ein Notprogramm mit Schichtbetrieb und verkürztem Unterricht. Im Sommer 1987 wurden im Gymnasialzweig erstmals drei 5. Klassen aufgenommen. Dies bedeutete das Ende der Förderstufe, die 1989 aufgelöst wurde.
Im Jahr 1994 wurden einige Fachräume in den inneren Bereich des Schulgebäudes verlagert, um mehr Klassenräume mit Tageslicht zu versorgen. Auch in den Folgejahren gab es mehr Klassen als Klassenräume.
Mehr als 80 Mängel im baulichen Brandschutz wurden 1999 festgestellt. Im Juni 2000 beschloss der Kreistag eine grundlegende Sanierung mit geschätzten Kosten von 33 Millionen DM, die 2001 begann und Mitte 2007 beendet wurde. Während der Bauzeit fand ein Teil des Unterrichts in Pavillons statt. Im ersten Bauabschnitt wurde ein Neubau mit naturwissenschaftlichen Fachräumen und einer Aula errichtet, der 2004 bezogen wurde. Im zweiten und dritten Bauabschnitt wurden die bestehenden Gebäude bis auf die Grundmauern abgerissen und neu aufgebaut. Im November 2005 bezifferte der Kreis Offenbach die Gesamtkosten mit 21,7 Millionen Euro.

## Umgang mit G8/G9
Das achtjährige Gymnasium (G8), das in Hessen zum Schuljahr 2006/2007 verpflichtend eingeführt wurde, lief an der Georg-Büchner-Schule bereits seit dem Schuljahr 2002/2003 als Pilotprojekt.
Die Schüler für die G8-Klasse wurden an der Georg-Büchner-Schule während des Pilotprojekts gezielt aus den 5. Klassen des Gymnasialzweigs ausgewählt. Dabei spielte neben dem Eltern- und Schülerwunsch auch die Leistungsfähigkeit der Schüler eine große Rolle: Notendurchschnitt 2 („gut“), kein Hauptfach schlechter als 3 („befriedigend“).
Nach einer Phase des verpflichtenden G8-Angebots wechselte die Schule zum Schuljahr 2011/2012 wieder zurück zu G9.

## Schulische Veranstaltungen
- Aktionswoche; der Unterschied zur Projektwoche besteht darin, dass die Klasse an verschiedenen Tagen wegfährt, und nicht eine Gruppe die ganze Woche
- Projektwoche ohne gemeinsames Oberthema mit Schwerpunkt im Bereich Spaß und Fun
- Adventsbasar
- Sporttage
- Der SportsFunDay, der erstmals Mitte 2007 stattfand
- Bundesjugendspiele
- Musikfreizeiten und diverse Musikevents, so z. B. des Schulchores oder der Big Band
- Tanzevents

## Arbeitsgemeinschaften (Auswahl)
- Big Band (Leitung: Willy Spahn)
- Schulchor (Ltg.: René Frank)
- Brass Band (Ltg.: René Frank)
- Volleyball
- Handball
- Darstellendes Spiel (Ltg.: Alicia Ellenberger)
- English Theater (Ltg.: Beate Hoffbauer)
- Light & Sound (Ltg.: Christoph Rössle)
- Kulissen
- Streicher (Ltg.: Klaus Bussalb)
- Badminton (Ltg.: Herr Zmuda)
- Tanzen (Ltg.: Heidrun Krebs-Kaiser / Eileen Thier)

## Bisherige Leiter der Schule
- Günter Zierz (1974–1992)
- Winfried Döring (1993–2019)
- Volker Hildebrandt (seit 2020)

## Schülerzahlen
- 1976/77: 845 Schüler und 45 Lehrkräfte
- 1979: ca. 1.300 Schüler
- 1993/94: 1.020 Schüler und 67 Lehrkräfte
- 1995/96: 1.108 Schüler und 68 Lehrkräfte
- 1996: ca. 1.150 Schüler
- 2005: 1072 Schüler
- 2012: 754 Schüler
- 2017: 1016 Schülerinnen und Schüler
- 2020: 1040 Schülerinnen und Schüler
- 2022/23: 1007 Schülerinnen und Schüler[2]